# Heavenly Records
Heavenly Records är ett brittiskt skivbolag, distribuerat av Arista Records och EMI. Bolaget har huvudsakligen artister inom indiegenren i sitt stall. Stora band som ligger på etiketten kan nämnas Manic Street Preachers, Saint Etienne, Doves, The Magic Numbers och Beth Orton.
På 1990-talet drev bolaget även nattklubben Heavenly Social i London och Nottingham, som ofta gästades av den tidens indie-kungligheter.